# Jacques le Vinier
Jaques le Vinier (fl. 1240-1260) è stato un troviero francese, probabilmente originario della regione intorno ad Arras e associato ai trovieri di questa città.
Era un membro del Puy d'Arras e scrisse un jeu parti con Andrieu Contredit. Le sue date floruit sono state ricostruite sulla base del riferimento a Jehan Bretel nella sua chanson d'amour, De loial amour. Oltre alle chansons d'amour, Jaques scrisse anche chansons dedicate alla Vergine Maria. La principale fonte che conserva la sua opera è il Canzoniere Vaticano. Jaques scrisse melodie originali per le sue canzoni mariane, mentre la maggior parte di lavori simili di altri trovieri erano contrafacta di musiche preesistenti. Le melodie plagali, tutte nella forma bar, sono semplici, ma comprendono motivi isometrici o eterometrici. L'opera completa di Jaques comprende:
- Ains que mi chant aient definement
- Bele dame bien aprise
- Chanter veul de la meillour
- De loial amour jolie
- Fine Amours, cui j'ai mon cuer done
- Je sui cieus qui tous jours foloie
- Loiaus amours qui en moi maint
- Vierge pucele roiaus

È incerto se quest'ultima sia di Jaques. Diversamente da altre sue chansons mariane, essa è un contrafactum di Lo clar tems vei brunezir di Raimon Jordan.